# Lizica Codreanu-Fontenoy
Lizica Codreanu-Fontenoy (sau Lyzica, născută Lizica Codreanu, după căsătorie Codreanu-Fontenoy; n. 30 iunie 1901, București, România – d. 1993, Louveciennes⁠(d), Île-de-France, Franța) a fost o dansatoare și terapeută română, fondatoarea primei școli de Hatha yoga din Europa.
A studiat la Institutul de Arte Plastice din București. În paralel urmează cursuri de balet și dans modern. Între 1919 și 1927 a cunoscut o carieră fulgerătoare la Paris, colaborând cu unii dintre cei mai importanți artiști ai secolului XX.
În 1938 deschide la Paris un centru în care predă, pentru prima dată în Europa, Hatha yoga (un melanj de elemente preluate din învățăturile yoga, acupunctură chinezească, gimnastică suedeză și unele practici populare românești, la care adaugă cunoștințele sale despre dansul modern). Printr-o colaborare cu medici specialiști, în perioada 1945-1971, transformă această activitate într-o terapie care consta în masarea fiecărei vertebre cu talpa piciorului, în vederea înlăturării durerilor cauzate de oboseala fizică sau de poziții incorecte ale corpului, pe fond muzical. A interpretat rolul unei dansatoare în filmul Le Petit Parigot⁠(d) (1926, regia René Le Somptier⁠(d)).